# Anthony Robert Brach
Anthony Robert Brach ( n. 1963 ) es un botánico estadounidense.
Pertenece al personal científico como Asociado, del Herbario de la Harvard University. Trabaja y es editor sobre la flora de China. Y es experto en la compilación de lista de sitios WWW de interés para botánicos.

## Desarrollo académico
Obtuvo su B.S., en el "Iona College", en 1986. En 1990, su M.S., en la State University of New York, y en 1993 su Ph.D. en la misma unidad.

### Algunas publicaciones
- Guo, LX & AR Brach. 2007. Sabiaceae (pp. 25-42) en Wu Z. Y., PH Raven & DY Hong (eds.) Flora of China. Vol. 12. Sci. Press & Missouri Bot. Garden.
- Ma, JS & AR Brach. 2007. The identity of cultivated Phellodendron (Rutaceae) in North America. J. Bot. Res. Inst. Texas 1(1): 357-365
- Qin, HN; AR Brach. 2007. Crypteroniaceae. En Wu Z. Y., PH Raven & DY Hong (eds.) Flora of China. Vol. 13. Sci. Press & Missouri Bot. Garden
- Brach, AR & H Song. 2006. eFloras: New directions for online floras exemplified by the Flora of China Project. Taxon 55(1): 188-192
- Brach, AR & H Song. 2005. ActKey: a Web-based interactive identification key program. Taxon 54(4): 1041-1046
- Brach, AR & NH Xia. 2005. Saururaceae. Species Plantarum: Flora of the World Part 11: 1-12
- Lu, LT & AR Brach. 2003. Cotoneaster. (pp. 85-108) wn Wu Z. Y. & PH Raven (eds.) Flora of China. Vol. 9. Science Press & Missouri Bot. Garden
- Lu, LT & AR Brach. 2002. New combinations in Chinese Cotoneaster (Rosaceae). Novon 12(4): 495-496
- Li, LQ & AR Brach. 2001. Cimicifuga (pp. 144-147) en Wu Z. Y. & PH Raven (eds.) Flora of China. Vol. 6. Science Press & Missouri Bot. Garden
- Xia, NH & AR Brach. 1999. Saururaceae (pp. 108-109) en Wu Z. Y. & PH Raven (eds.) Flora of China. Vol. 4. Science Press & Missouri Bot. Garden
- Ma, JS; QR Liu; AR Brach. 1999. A revision of the genus Tripterygium (Celastraceae). Edinburgh J. Bot. 56(1): 33-46
- Hurd, TM; AR Brach; DJ Raynal. 1998. Response of understory vegetation of Adirondack forests to nitrogen additions. Canadian J. Forest Res. 28: 799-807
- Brach, AR. 1996. The Flora of China on the World Wide Web (WWW). pp. 104-106 en Zhang Aoluo & Wu Sugong (eds.) Proc. First Int. Symp. on Floristic Characteristics & Diversity of East Asian Plants, 25-27 de julio de 1996, Kunming, Yunnan, China. China Higher Education Press, Beijing & Springer-Verlag, Berlín
- Brach, AR. 1996. Advancing Ecology on the Internet - A Commentary. Bull. Ecol. Soc. Am. 77(2): 123
- Brach, AR. 1995. Botany & the INTERNET: Useful & interesting World Wide Web servers. Commentary. Plant Sci. Bull. 41(1): 7-8
- Brach, AR. 1995. Ecology & the World Wide Web. Commentary. Bull. Ecol. Soc. Am. 76(2): 112-113
- Brach, AR; SJ McNaughton; DJ Raynal. 1993. Photosynthetic adaptability of two fern species of a northern hardwood forest. Am. Fern J. 83: 47-53
- Smallidge, PJ; AR Brach; IR Mackun. 1993. Effects of watershed liming on terrestrial ecosystem processes. Environmental Reviews 1: 157-171
- Brach, AR & DJ Raynal. 1992. Effects of liming on Oxalis acetosella & Lycopodium lucidulum. J. Applied Ecol. 29: 492-500
- Raynal, DJ; AR Brach; CL Demers. 1988. Characterization of atmospheric deposition at Huntington Forest, Adirondack Mountains, New York, 1978-1987. State U. NY - College of Environmental Science & Forestry, Syracuse, NY

- La abreviatura «Brach» se emplea para indicar a Anthony Robert Brach como autoridad en la descripción y clasificación científica de los vegetales.[1]